# Bernard Tokkie
Bernard Tokkie, né le 13 décembre 1867 à Anvers et y décédé le 20 février 1942, est un chanteur d'opéra d'origine juive. 

## Biographie

### L'effort pour l'Opéra flamand d'Anvers
Tokkie étudia au Conservatoire royal flamand de musique.  Il se perfectionna auprès de Hendrik Fontaine. 
Le Nederlandsch Lyrisch Tooneel (Théâtre lyrique néerlandais) fut créé en 1890 comme département du Théâtre néerlandais (Nederlandsche Schouwburg).  Mais, en 1893, le département devint une compagnie d'opéra indépendante, tout en adoptant le nom d’Opéra flamand (Vlaamsche Opera) lors de l'inauguration d'un nouveau bâtiment en 1907.
Avec Edward Keurvels, Albert Baets et Hendrik Fontaine, Tokkie prit la responsabilité financière de l'Opéra flamand entre 1893 et 1896, c'est-à-dire à un moment où la viabilité de cette compagnie n'était pas assurée. Il fut en mesure de compenser une partie des pertes subies en tant qu'administrateur par ses revenus de chanteur.  L'Opéra n'étant pas une entreprise rentable, il se vit obligé de demeurer actif dans le secteur du diamant d'Anvers, à cette époque contrôlé par la communauté juive.
Par deux fois, il devint directeur de l'Opéra flamand : avec Jef Judels entre 1902 et 1909, puis avec Fé Derickx entre 1923 et 1931.

### Juif et flamingant
Tokkie était à la fois juif et flamingant. De sa voix de basse, il chanta la chanson Ons Vaderland (Notre patrie) de Jan Blockx à Bruxelles, lors d'une manifestation flamande interdite qui eut lieu en 1897.  En outre, à l'opéra, il chanta dans La Fiancée de la mer (Bruid der Zee) de Jan Blockx et dans la Flûte enchantée de Wolfgang Amadeus Mozart. 
Pendant la Première Guerre mondiale, il quitta la Belgique pour l'Angleterre, où il travailla deux ans dans une fabrique d'armes, s'occupant en même temps de chanter pour des soldats blessés et pour bien d'autres réfugiés belges.
Bernard Tokkie ne put échapper à l'antisémitisme au sein des cercles libéraux auxquels il appartenait.  Il n'avait d'ailleurs jamais complètement rompu avec ses origines juives et continua à chanter à la synagogue hollandaise d'Anvers, qui est toujours située derrière le Musée royal des beaux-arts.  Il devint directeur des Études théâtrales juives (Joodsche Theaterstudie) en 1926.
Tokkie mourut en 1942.  Il avait exprimé le souhait de se faire enterrer selon la tradition juive.  L'administration communale d'Anvers, ville alors occupée par le Troisième Reich, offrit au défunt une couronne de fleurs.  L'échevin de la culture, l'ancien rexiste et membre de la Ligue nationale flamande Odiel Daem, lui rendit le dernier hommage.  La tombe de Bernard Tokkie se trouve dans la section israélite du cimetière Schoonselhof.  Elle a été conçue par l'architecte juif Joseph de Lange.

## Sources et références
1. ↑  Lieven SAERENS, Vreemdelingen in een wereldstad: een geschiedenis van Antwerpen en zijn joodse bevolking (1880-1944) (Étrangers dans une métropole : une histoire d’Anvers et de sa population juive), Tielt, Lannoo, 2000  (ISBN 90-209-4109-7)  (ISBN 9789020941098), p. 80.
2. ↑  « De Vlaamsche Opera te Antwerpen (l'Opéra royal flamand à Anvers) », Ons Volk Ontwaakt (la revue Notre peuple se réveille), 11 octobre 1913.
3. ↑  Hendrik WILLAERT et Jan DEWILDE, Het lied in ziel en mond – 150 jaar muziekleven en Vlaamse Beweging (La Chanson dans l'âme et la bouche - 150 ans de vie musicale et le mouvement flamand), Tielt, Lannoo, 1987  (ISBN 90-209-1424-3), p. 96-98.
4. ↑  Maurits SABBE, « Bernard Tokkie [biographie de] », Muziek-Warande (Jardin musicale), mars 1922, 1re année, no  3, p. 54-55.
5. ↑  Lieven SAERENS, Vreemdelingen in een wereldstad: een geschiedenis van Antwerpen en zijn joodse bevolking (1880-1944) (Étrangers dans une métropole : une histoire d'Anvers et de sa population juive), Tielt, Lannoo, 2000  (ISBN 90-209-4109-7)  (ISBN 9789020941098), p. 89.
6. ↑  Lieven SAERENS, Vreemdelingen in een wereldstad: een geschiedenis van Antwerpen en zijn joodse bevolking (1880-1944) (Étrangers dans une métropole : une histoire d'Anvers et de sa population juive), Tielt, Lannoo, 2000  (ISBN 90-209-4109-7)  (ISBN 9789020941098), p. 99.
7. ↑  Lieven SAERENS, Vreemdelingen in een wereldstad: een geschiedenis van Antwerpen en zijn joodse bevolking (1880-1944) (Étrangers dans une métropole : une histoire d'Anvers et de sa population juive), Tielt, Lannoo, 2000  (ISBN 90-209-4109-7)  (ISBN 9789020941098), p. 168.
8. ↑  Lieven SAERENS, Vreemdelingen in een wereldstad: een geschiedenis van Antwerpen en zijn joodse bevolking (1880-1944) (Étrangers dans une métropole : une histoire d'Anvers et de sa population juive), Tielt, Lannoo, 2000  (ISBN 90-209-4109-7)  (ISBN 9789020941098), p. 694.
9. ↑  Site web du cimetière Schoonselhof.
10. ↑  Voir site web Residence Fortunia sur l'architecte juif Joseph de Lange.